# トゥルミシュ
トゥルミシュ（Turmiš、生没年不詳）は、モンゴル帝国に仕えたウイグル人将軍の一人。『圭斎集』巻11高昌偰氏家伝などの漢文史料における漢字表記は都爾弥勢(dōuěrmíshì)。

## 概要
トゥルミシュは天山ウイグル王国で代々国相を輩出した名家の出で、チンギス・カンに仕えて活躍したユリン・テムルの四男であった。トゥルミシュは長じると従伯父のサルギスとともに李璮討伐に活躍し、この功績により行省郎中とされ、ついで沂州ダルガチに転じた。
至元12年（1275年）より丞相バヤンを総司令とする南宋侵攻が始まると、慨然として「これこそ戦功を立て国に報いる時である」と述べて従軍の意思を表明した。これを聞いたサルギスはその忠義を嘉し、バヤンに対して自らの代わりにトゥルミシュを用いるよう推挙した。バヤン軍に加わったトゥルミシュは兵を陽邏堡に進め、丁家洲の戦いで南宋軍を大敗させた時には逃れる賈似道を先鋒として追撃している。その後、孫虎臣を焦山の戦いで破り、常州を攻略した功績などにより断事官（ジャルグチ）とされた。
南宋の平定後にトゥルミシュは安豊路ダルガチとされたが、行省がトゥルミシュの廉直さ・有能さを評価したことにより処州路ダルガチに移った。この頃、まだモンゴルの支配を拒む旧南宋民も多かったが、トゥルミシュはその都度単騎で現地を訪れて民を説得し、兵を用いて血を流させることがなかった。このような慈悲ある行動によりトゥルミシュは現地の人々より「四哥仏子」と称されたという。
日本遠征が計画された時には征東都元帥に任じられたが、丞相アタカイ・李牢山らと意見が対立し職を辞したものの、結局はアタカイらによる遠征は失敗に終わった。この頃、盧世栄がトゥルミシュを参知政事に任じて自らの側近にしようとしたが、やはりトゥルミシュはこの申し出を断った。果たして、盧世栄は後に罪を得て誅されることになった。
その後、同知浙東宣慰使司事に移ったが、東陽の賊の楊震龍が叛乱を起こしたことにより江浙地方が荒廃し、この地方を重視する朝廷により江浙行省郎中とされた。また、権臣のサンガがこの方面の権益を欲して援助を申し出ているが、断っている。更に太平路ダルガチに移ったが、この頃南宋平定の功労者である高興・史弼・河南王ブリルギテイらはトゥルミシュに敬意を払って兄に対する礼儀で以て接したという。
トゥルミシュはクビライからも大いに信任されていたが、広西憲使を最後の職として亡くなった。

## 高昌偰氏
- ヨシュムト（Yošmut ＞堊思弼/èsībì）
  - ビルゲ・ブカ（Bilge buqa ＞仳理伽普華/pǐlǐgā pǔhuá）
  - ユリン・テムル（Yulïn temür ＞岳璘帖穆爾/yuèlín tièmùĕr）
    - イトミシュ・ブカ（Itmiš buqa ＞益弥勢普華/yìmíshì pǔhuá）
    - トドゥンミシュ・ブカ（Tudunmiš buqa ＞都督弥勢普華/dōudūmíshì pǔhuá）
    - カイジュ・ブカ（Qaiǰu buqa ＞懐朱普華/huáizhū pǔhuá）
    - トゥルミシュ（Turmiš ＞都爾弥勢/dōuěrmíshì）
    - バサ・ブカ（Basa buqa ＞八撒普華/bāsā pǔhuá）
    - フレグ・ブカ（Hülegü buqa＞旭烈普華/xùliè pǔhuá）
    - コシャン（Qošang ＞各尚/gèshàng）
    - カラ・ブカ（Qara buqa ＞合剌普華/hélá pǔhuá）
      - 偰文質（xiè wénzhì）
        - 偰直堅（xiè zhíjiān）
        - 偰哲篤（xiè zhédǔ）
          - 偰遜（xiè xùn）
            - 偰長寿（xiè chángshòu）
            - 偰延寿（xiè yánshòu）
            - 偰福寿（xiè fúshòu）
            - 偰慶寿（xiè qìngshòu）
              - 偰循（xiè xún）

            - 偰眉寿（xiè méishòu）

        - 偰朝吾（xiè cháowú）
        - 偰列箎（xiè lièchí）
        - 偰玉立（xiè yùlì）

      - 越倫質（Yügrünči ＞yuèlúnzhì）
        - 善著（shànzhù）

    - トゥケリク・ブカ（Tükellig buqa ＞独可理普華/dúkělǐ pǔhuá）
    - トレ・ブカ（Töre buqa ＞脱烈普華/tuōliè pǔhuá）
- トキシュ（Toqiš ＞多和思/duōhésī）
  - サルギス（Sargïs ＞撒吉思/sājísī）
    -       - ダルマ（Dharma ＞答里麻/dālǐmá）